# Hanns Gasser
Pour les articles homonymes, voir Gasser.
Hanns Gasser (ou Hans Gasser), né Johann Gasser le 2 octobre 1817 à Eisentratten (Carinthie) et mort le 24 avril 1868 à Pest (Hongrie) est un sculpteur et peintre autrichien.

## Biographie

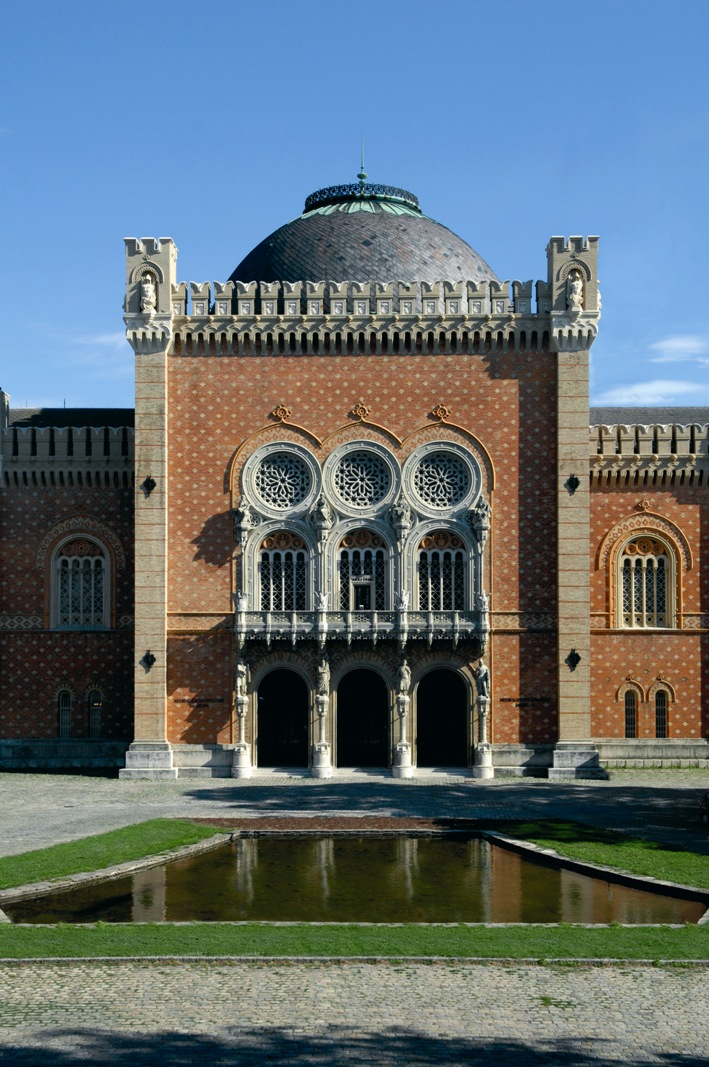
Façade du musée d'histoire militaire de Vienne.

Fils d'un menuisier, le frère cadet de Josef Gasser commence par la sculpture sur bois à Klagenfurt. Il est étudiant à l'Académie des beaux-arts de Vienne auprès de Carl Gsellhofer, où il remporte plusieurs prix. De 1842 à 1846, il vit à Munich où il finit d'apprendre avec Julius Schnorr von Carolsfeld, Wilhelm von Kaulbach puis Ludwig Schwanthaler. Il soutient la révolution autrichienne de 1848. En 1850 et 1851, il est professeur à l'académie des beaux-arts de Vienne. Gasser a mené une vie itinérante et travaillé dans de nombreuses villes européennes.
Comme Anton Dominik Fernkorn, Hanns Gasser est un sculpteur très apprécié en son temps, créant des personnages pour les églises comme des figures de saints, les fontaines et les monuments comme des bustes de peintres, dans un style classique-romantique. Son œuvre la plus importante est la décoration de figures allégoriques de la vertu militaire de la façade du musée d'histoire militaire de Vienne. Sous les fenêtres rondes, ce sont les personnages féminins (de gauche à droite) : la force, la vigilance, la sagesse et la piété ; sous le grand hall, des personnages masculins : la bravoure, la fidélité au drapeau, le sacrifice et le renseignement militaire.

## Source, notes et références
- (de) Cet article est partiellement ou en totalité issu de l’article de Wikipédia en allemand intitulé « Hanns Gasser » (voir la liste des auteurs).